# Scoreskolen – Tre kærlighedshistorier fra Rusland
|  | Denne artikel er oprettet af botten Steenthbot ud fra en ekstern database. Den kan derfor have sproglige fejl eller mangler. Denne skabelon kan fjernes efter kontrol af indholdet. |

Scoreskolen – Tre kærlighedshistorier fra Rusland er en dansk dokumentarfilm fra 2019 instrueret af Alina Rudnitskaya.

## Handling
I Rusland er der et gammelt ordsprog, der siger, at man ikke kan sidde på to stole på samme tid. Det er dog præcis, hvad unge russiske kvinder i Rusland forsøger at gøre. Den ene stol består af det patriarkalske system, der har været fundamentalt for russisk kultur i århundreder, mens den anden udgør den moderne kvindes kamp for selvstændighed og frigørelse. Dette kommer paradoksalt til udtryk ved at kvinderne gerne vil have mændenes penge, mens de samtidig higer efter drømmen om uafhængighed. Vores tre heltinder tager sagen i egen hånd og deltager i et forførelseskursus, hvor de lærer hvordan de skal opføre sig for at blive elsket af en mand. Men er det virkelig dét, disse kvinder drømmer om?